# Deadline Hollywood
A Deadline Hollywood, ismert nevén a Deadline vagy Deadline.com egy olyan online újság melyet hírblogként Deadline Hollywood Daily címen Nikki Finke alapított 2006-ban. A lapot naponta többször frissítik, fő fókusza pedig a szórakoztatóipar. 2009 óta a Penske Media Corporation márkája.

## Története
A Deadline-t az a Nikki Finke alapította, aki 2002 júniusában kezdett el publikálni a LA Weekly oldalain a Deadline Hollywood rovatban. 2006. márciusban alapította meg a Deadline Hollywood Daily (DHD) blogot, ahol saját cikkeit publikálta. 2006-ban indította el a szórakoztató jellegű oldalát. 2009-re Hollywood legolvasottabb honlapja lett. 2009-ben Finke eladta a Deadline-t a Penske Media Corporationnek (akkori nevén Mail.com Mediának), melyért egy alacsonyabb hétszámjegyű összeget kapott. Ezen kívül Finke egy ötéves munkaszerződést is kapott, mely a Los Angeles Times szerint több millió dollárt ér, valamint részesedik az oldal bevételeiből. 2009. szeptemberben a honlap címe deadline.com-ra, neve pedig Deadline Hollywoodra. változott
A publikáció 2010-ben New York felé terjeszkedett, mikor felvették az addig a Varietynél dolgozó Mike Fleming Jr.-ot, akiből a Deadline New York szerkesztője lett, a Financial Times szerkesztője, Tim Adler pedig a Deadline Londont vezette. A televíziós sugárzások vezetésével Nellie Andreevát bízták meg, aki a "televíziós társ-főszerkesztő" címet kapta meg. Finke 2013. novemberig a Deadline Hollywood szerkesztője maradt, de ekkor egy évnyi vita után távozott a cégtől. A vita oka az volt, hogy nem értett egyet az egyik konkurens, a Variety nevű, lapot és weboldalt is üzemeltető versenytárs megvásárlásával, amit Penske végül is megvalósított.